# رالف دوریگ
رالف دوریگ (انگلیسی: Rolf Dörig؛ زادهٔ ۱۹ مهٔ ۱۹۵۷) حقوقدان، مدیر اجرایی و وکیل اهل سوئیس است، که هم‌اکنون به‌عنوان رئیس هیئت مدیره شرکت سوئیس لایف فعالیت می‌کند.